# Коридоры испытаний
Коридоры испытаний — расположенные у северо-восточной части Пирамиды Хеопса (Хуфу) вырубленные в известняковой скале плато Гиза технологические штольни, точно копирующие следующие основные внутренние элементы пирамиды Хеопса: нисходящий коридор, соединение его с восходящим коридором, горизонтальное ответвление к камере царицы, основание крепления т. н. плиты Большого Моста, закрывавшей горизонтальный проход, и начало (всего несколько метров), собственно, Большой Галереи с её характерным жёлобом и пандусами по бокам.
Имеются, однако, важные и существенные отличия. Во-первых, коридоры сделаны гораздо короче (при неизменно строго выдержаном угле их наклонов), во-вторых, имеется уникальный вертикальный колодец, идущий с поверхности плато к точке сочленения Восходящего и Нисходящего коридоров, в-третьих, нисходящий коридор имеет сужение после этой точки сочленения.
Всё это позволяет с полной уверенностью говорить о том, что данная технологическая модель была построена с целью натурных испытаний:

1. Надёжности запирания Восходящего прохода с помощью скольжения вниз каменных пробок,

2. Надёжности последующего запирания этой точки с помощью скольжения вниз по нисходящему коридору, опускаемых со стороны входа дополнительных каменных пробок,

3. Функционирования «большого моста».

4. Общей оценки возможности или невозможности преодоления этих заграждений грабителями.
Надо отметить, что при строительстве Большой Пирамиды окончательное техническое решение несколько отличалось от испытанного в «Коридорах» — вертикальной шахты нет (по крайней мере точно там, где она была вначале), вместо системы вторичного запирания нисходящего прохода был выбран вариант маскировки торца гранитной пробки восходящего прохода каменным блоком-плитой из нисходящего коридора. Интересно также, что на каменных пандусах копии рампы Большой Галереи в «Коридорах..» нет известных кирпичеобразных выемок, чьё назначение большинство исследователей считают техническим, в имитации Восходящего прохода отсутствуют т. н. «Рамочные камни», и нет никаких следов устья «Эвакуационного колодца».
Также, в Большой Пирамиде применено торможение гранитных пробок лишь сужением коридора по бокам (по горизонтали) - а в Коридорах испытаний, аналогичный участок имеет сужение как по горизонтали, так и по вертикали. 